# Гекла (бронепалубный крейсер)
Бронепалубный крейсер «Гекла» (дат. Hekla) — бронепалубный крейсер ВМС Дании. Фактически представлял собой промежуточный тип между крейсером и канонерской лодкой. На основе этого проекта был разработан тип «Гейзер».

## Конструкция
Представлял собой уменьшенную и удешевлённую копию крейсера «Валькириен», который показался датскому правительству слишком дорогим. Первый в мире артиллерийский корабль с водотрубными котлами конструкции Торникрофта. 150-мм орудия были нескорострельными и могли делать лишь один выстрел в минуту.

## Служба
Числился крейсером до 1906 года, периодически нёс патрульную службу у берегов Исландии. С 1906 года стал учебным кораблём. В 1913 году был разоружён, с 1914 года служил плавбазой подводных лодок. С 1915 года стал плавучей казармой.